# Star (Disney+)
 (транскр.  Стар) је чвориште платформе Disney+. Покренут је 23. фебруара 2021. широм света, док у САД функционише под називом Hulu.
Star се састоји из великих филмских и телевизијских библиотека бројних продуцентских кућа чији је власник The Walt Disney Company, међу којима су FX Networks, Hulu, Freeform, ABC Signature, , , , , 20th Century Studios, 20th Century Animation, Searchlight Pictures, Touchstone Pictures и Hollywood Pictures.